# Empis livida
Empis livida là một loài ruồi trong họ Empididae. Con đực dài 7,5–9,3 milimét (0,30–0,37 in), con cái dài 7,5–10,2 milimét (0,30–0,40 in). Bụng con đực màu nâu và hai cánh có màu nâu và mờ. Bụng con cái có màu xám và cánh trong.

## Hình ảnh

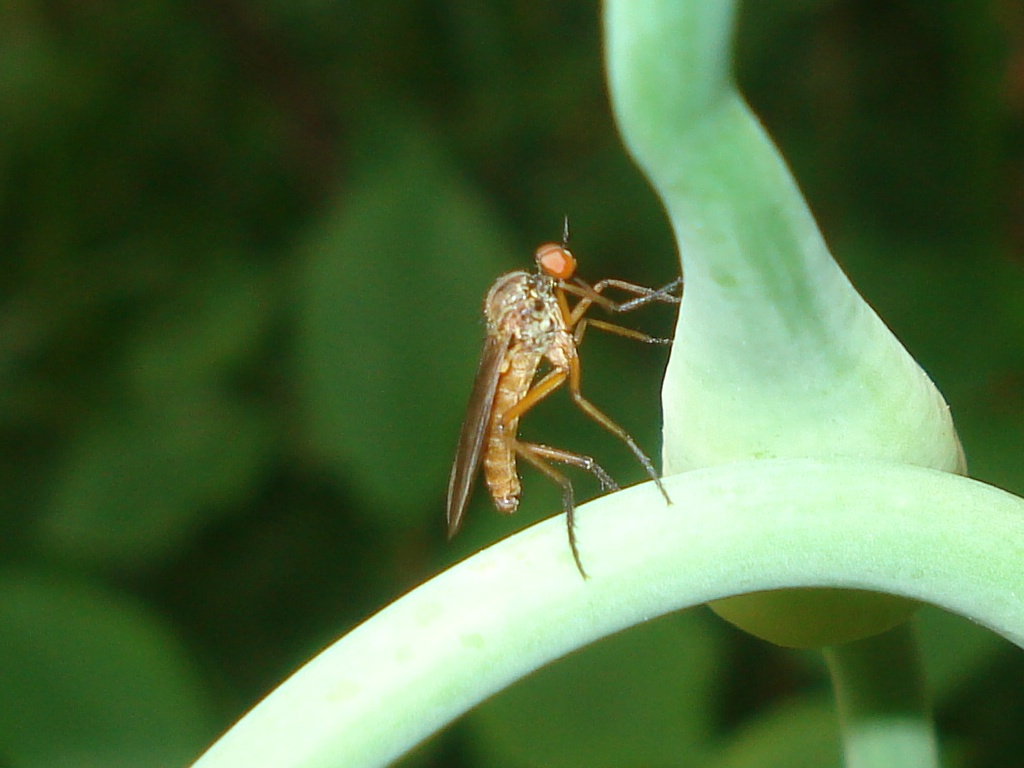
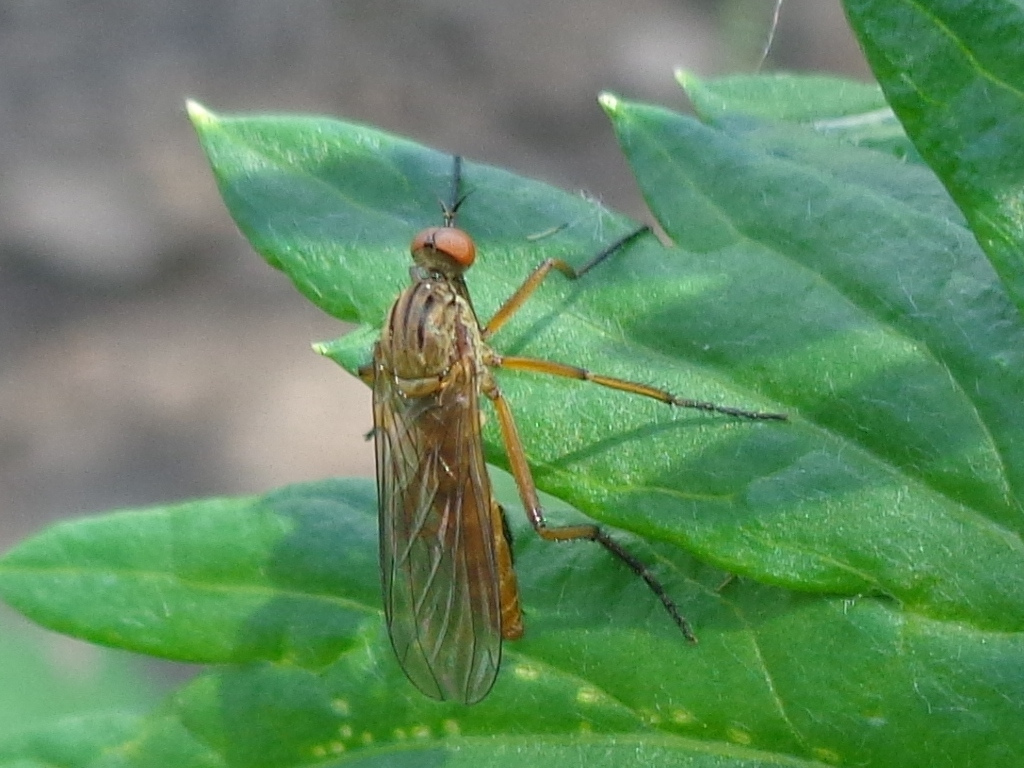
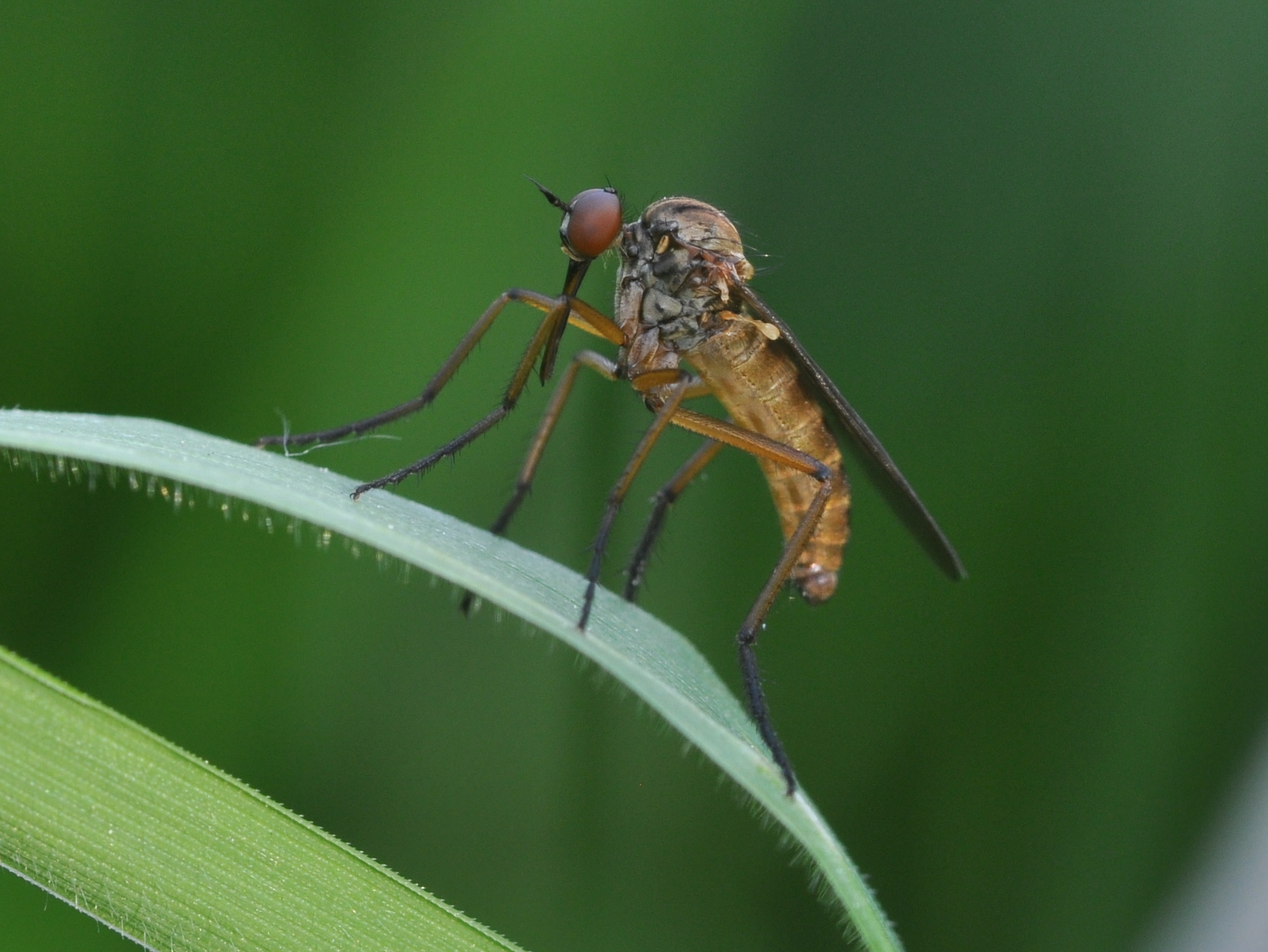
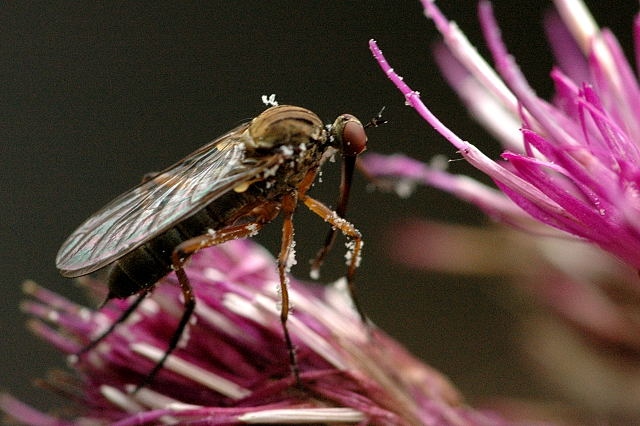